# Марчик Володимир Пилипович
Володимир Пилипович Марчик — співробітник радянських органів охорони правопорядку, перший заступник начальника Головного управління міліції Міністерства державної безпеки СРСР, комісар міліції 2 рангу.

## Біографія
Трудову діяльність розпочав у 1925 робітником на заводі в Ленінграді. З 1938 по 1952 рр. його життя було пов'язане із забезпеченням державної безпеки: пройшов шлях від оперативного уповноваженого до першого заступника начальника Головного управління міліції міністерства Державної безпеки СРСР. У 1948 начальник Управління МДБ у Брестській області. Заступник Міністра державної безпеки Білоруської РСР.

## Нагороди
Нагороджений орденами Леніна, Жовтневої Революції, Червоного Прапора, Вітчизняної війни I ступеня, Трудового Червоного Прапора, двома орденами Червоної Зірки, орденом «Знак пошани», багатьма медалями. Заслужений працівник сільського господарства Української РСР.